# Road Rash 3
Road Rash 3 é um jogo eletrônico de corrida desenvolvido pela Monkey Do Productions e publicado pela Electronic Arts exclusivamente para a Mega Drive em 1995.

## Recepção
A GamePro deu ao jogo uma avaliação geral positiva, expressando aprovação pela maneira como o controle da moto muda em resposta às atualizações, as novas armas, a maior ênfase em lutar contra outros pilotos e os gráficos, embora eles critiquem a música "irritantemente animada". Eles concluíram que "com seus recursos bastante expandidos, o RR 3 tem profundidade suficiente para manter seu pedal no metal". Um revisor da Next Generation aplaudiu a inclusão do jogo das animações e layouts das pistas da aclamada versão 3DO do Road Rash, bem como o novo modo de armas e aprimoramento da moto.